# Ortignano Raggiolo
Ortignano Raggiolo es un municipio italiano situado en la provincia de Arezzo, en Toscana. Tiene una población estimada, a fines de abril de 2023, de 828 habitantes.

## Evolución demográfica
| Gráfica de evolución demográfica de Ortignano Raggiolo entre 1861 y 2023 |
|                                                                          |
| Fuente: ISTAT - Elaboración gráfica de Wikipedia                         |